# Saku Puhakainen
Saku Puhakainen (né le 14 janvier 1975 à Lappeenranta en Finlande) est un joueur de football international finlandais, qui évolue au poste d'attaquant.

## Biographie

### Club
Entre 2000 et 2010, Puhakainen a joué pour le MyPa en première division finlandaise, la Veikkausliiga, et il est passé dans les clubs du FC Kuusysi et du TPS Turku. Il finit meilleur buteur de la Veikkausliiga lors de l'année 2003. Avec le MyPa, il remporte la coupe de Finlande en 2004 et le championnat de Finlande en 2005. Après avoir quitté MYPA, il retourne dans un de ses anciens clubs, le Kultsu FC en Kolmonen (D3 finlandaise).

### Sélection
Puhakainen n'a en tout joué qu'un match en sélection avec l'équipe de Finlande et a inscrit deux buts, sous la direction de l'entraîneur Richard Møller Nielsen en 1997.